# Хокер дејнкок
Хокер дејнкок (енгл. Hawker Danecock) је британски ловачки авион који је производила фирма Хокер (енгл. Hawker). Први лет авиона је извршен 1925. године. 

Ради се о побољшамој верзији авиона Хокер вудкок за данско РВ. Израђено је 15 авиона.
Највећа брзина авиона при хоризонталном лету је износила 233 km/h.
Празан авион је имао масу од 965 килограма. Нормална полетна маса износила је око 1381 килограм.

## Наоружање
| Наоружање авиона: Хокер        |     |
| Ватрено (стрељачко) наоружање  |     |
| Топ                            |     |
| Митраљез                       |     |
| Број и ознака митраљеза        | 2   |
| Калибар                        | 7,7 |
| Бомбардерско наоружање (бомбе) |     |
| Ракетно наоружање (ракете)     |     |